# Maison Prunet
La maison Prunet est une maison gothique médiévale de Cordes-sur-Ciel, une commune du Tarn. Elle est classée monument historique depuis le 12 juillet 1923.

## Origine
C'est une maison construite au Moyen Âge par une riche famille cordaise. Elle fait partie des édifices qui ont valu au village de Cordes-sur-Ciel le surnom de la « cité aux cent ogives » pour sa grande proportion d'édifices civils gothiques. 
Elle jouxte la maison Carrié-Boyer avec laquelle elle partage des corniches qui se poursuivent d'une façade à l'autre.

## Description
Comme toute maison gothique, elle possède trois étages.

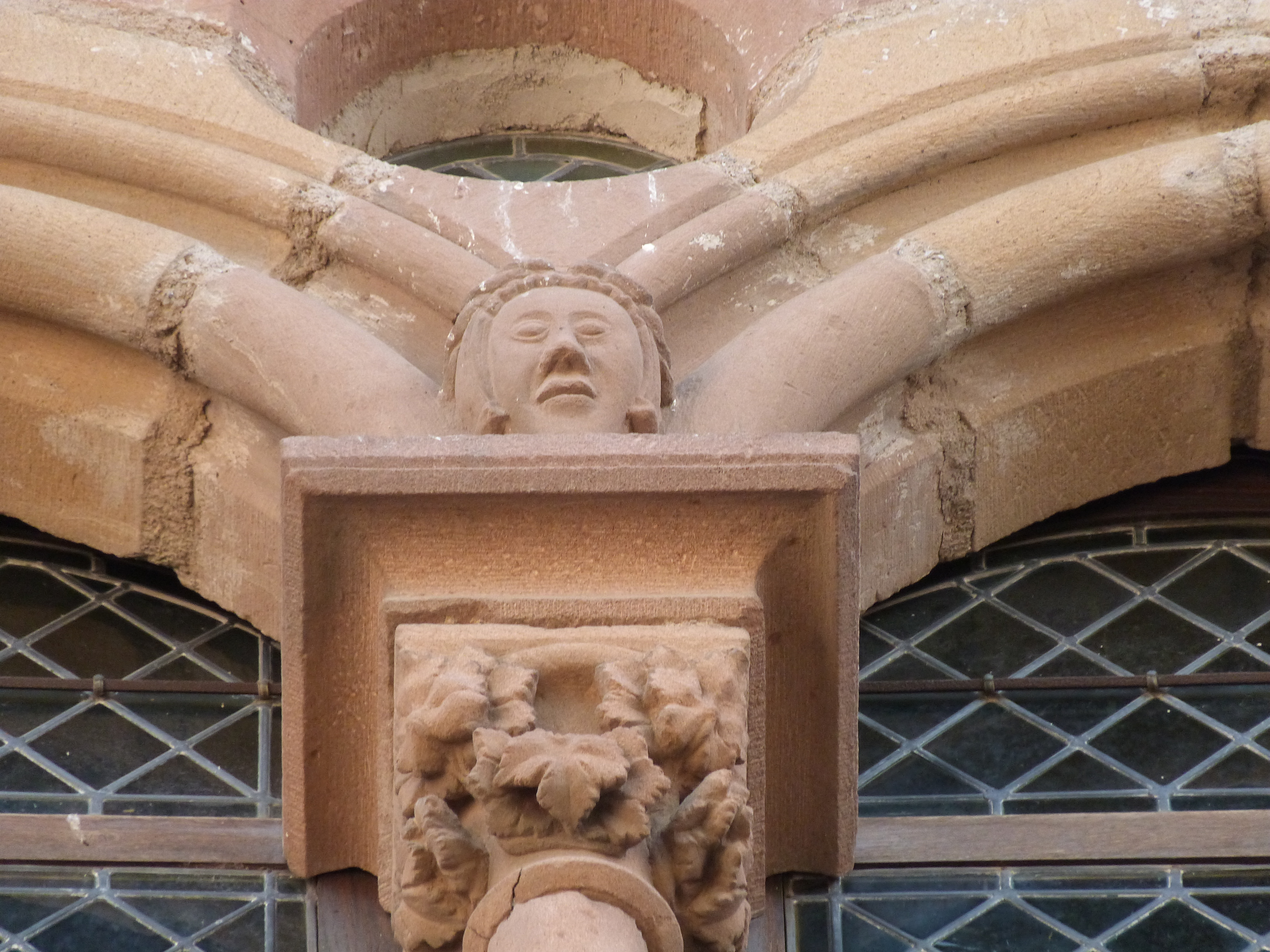
Détail du chapiteau d'une fenêtre.

Au rez-de-chaussée, elle comporte trois arcades. Au premier étage, six baies disposées deux à deux sont surmontées de trois arcs brisés. Au second étage, le même nombre d'ouverture est aligné sur celles du premier étage. Les chapiteaux des colonnettes qui encadrent les fenêtres sont très ouvragés : feuilles de vigne vierge, mauve ; les arcs sont surmontés de sculptures de têtes : humains, singe, chien...
À l'intérieur, une cour à ciel ouvert permet de voir les galeries en bois qui desservent les étages.
Lors de la démolition d'un mur au XIXe siècle, un parchemin a été découvert. Sur 57 lignes, il présente des réponses à des questions existentielles. Chaque ligne est reliée à une petite ficelle colorée alternant vert et jaune. Lorsque le parchemin est enroulé, une personne choisi un cordon pour connaître son « sort ». En déroulant le parchemin, elle découvre la phrase reliée à la ficelle. Ce rouleau dénommé « Sorts des Apôtres », est conservé à la Bibliothèque nationale de France.

## Usage actuel
En 1988, Yves Thuriès, deux fois Meilleur ouvrier de France en catégorie pâtisserie-confiserie-traiteur et glace-sorbet-entremets glacés, ouvre son atelier de transformation dans la maison Prunet. En 1989, il ouvre au public une exposition permanente d'œuvres réalisées en sucre et en chocolat. 
Le musée « Les arts du sucre et du chocolat » permet de découvrir des techniques de modelage de ces aliments. . 
La visite des salles permet aussi de découvrir l'intérieur d'une maison médiévale avec cheminées, galerie sur cour, escalier en pierre...

## Sources